# 15091 Howell
15091 Howell este un asteroid din centura principală de asteroizi.

## Descriere
15091 Howell este un asteroid din centura principală de asteroizi. A fost descoperit pe 9 februarie 1999 la Kitt Peak National Observatory în cadrul proiectului Spacewatch. El prezintă o orbită caracterizată de o semiaxă mare de 3,23 ua, o excentricitate de 0,08 și o înclinație de 7,3° în raport cu ecliptica.